# 北门窑址
北门窑址，原称古窑群遗址
位于中国广东省江门市会城街道圭峰路北园公园猪乸岭和马山之間，为一古遗址。该古窑群的时代大致为隋至唐代。
北门窑址分別在1995年，被列入新会区文物保护单位（原新会市文物保护单位）。2015年12月10日，北门窑址被公布为第八批广东省文物保护单位。

## 鄰近景點
- 圭峰山国家森林公园